# Enetai (Washington)
Enetai es un lugar designado por el censo ubicado en el condado de Kitsap en el estado estadounidense de Washington. En el año 2010 tenía una población de 2.286 habitantes.

## Geografía
Enetai se encuentra ubicado en las coordenadas 47°35′18″N 122°36′21″O / 47.58833, -122.60583.